# Замок Одлі

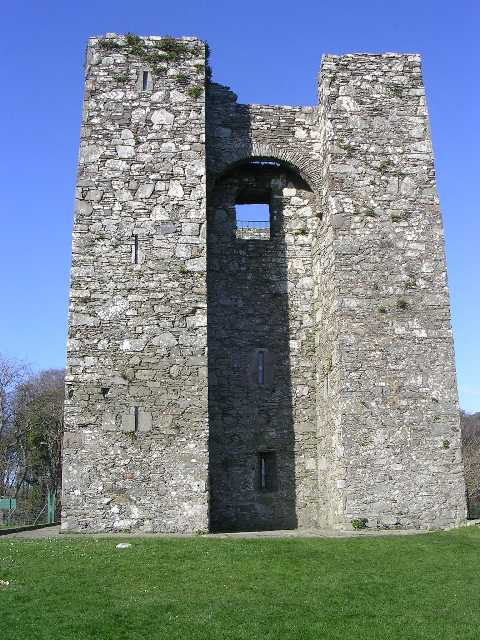
Замок Одлі — сучасний вигляд.

Замок Одлі (англ. Audley's Castle) — один із замків Ірландії, розташований у графстві Даун, Північна Ірландія. Замок побудований у XV сторіччі. Стоїть на відстані 1 милі на північний схід від Странгфорда. на скелястій височині з видом на озеро Странгфорд-Лох. Замок являє собою триповерхову вежу. Замок названий на честь власника замку — лорда Джона Одлі, що жив у XVI сторіччі. Замок Одлі охороняється державою як пам'ятка історії та архітектури.
Є тисячі невеликих кам'яних веж, що схожі на замок Одлі в ірландській сільській місцевості. Вони є одним з найпоширеніших археологічних пам'яток — це були будівлі для бідної шляхти. Більшість із них були побудовані в епоху пізнього Середньовіччя (приблизно 1350—1550). Замок Одлі був побудований у кінці цього періоду.

## Історія замку Одлі
Найпоширеніша версія, що замок Одлі був побудований в XV сторіччі. Але насправді дата його побудови і рання історія невідомі. Замок був названий на честь його пізніх власників XVI сторіччя — лорді Одлі — родини ірландсько-норманського походження, яка володіла землями в цьому районі починаючи з ХІІІ століття. Хоча невідомо, чи саме ця родина побудувала замок Одлі. У XVII столітті замком і землями володіла родина Вард. До цієї родини шляхти замок перейшов у 1646 році. Родина Вард використовувала замок і в 1738 році як естетичне володіння, називала його Озерний Замок Вард, Храм Води.

## Особливості архітектури
Замок Одлі являє собою вежу. Такий тип веж називають ще Баун. Замок захищений з одного боку скелею. На південно-східній стороні вежі домінують дві виступаючих квадратних башти, що з'єднані аркою на рівні парапету (а навісна стрільниця), за допомогою якого атакуючі можуть бути скинуті нижче. Є невеликий вестибюль, що має вихід на дах. Приміщення освітлюється вузькими вікнами, має ніші, жолоби для стоку води. На півдні є гвинтові сходи, які ведуть на верхні поверхи і дах.
На першому поверсі є кімната з напівкруглим склепінням, розроблена для захисту від поширення вогню. Є вікна, камін, дві ніші — це була головна вітальні замку. На другому поверсі в кімнаті немає каміну, але це могла бути спальня. Більш високі кімнати зруйновані. Замок мав похилий дах. Малюнки 1840 року зображають двосхилі стіни в місці, яке пізніше зруйнувалася. Дах був вкритий ґнотом і кам'яними плитами.
Вежа має одну головну кімнату на кожному поверсі, з однією або двома допоміжними кімнатами. У замку є система водостоків. На другому поверсі була окрема кімната для лорда. Слуги жили на горищі. Замок частково відреставрований.
Існує дуже мало історичних відомостей про будівлі в невеликому внутрішньому дворику замку Одлі. Замок із двома вежами, що з'єднані аркою є унікальним замком для графства Даун.